# Efferia triton
Efferia triton är en tvåvingeart som först beskrevs av Osten Sacken 1887.  Efferia triton ingår i släktet Efferia och familjen rovflugor. Inga underarter finns listade i Catalogue of Life.